# Tsarkanonen

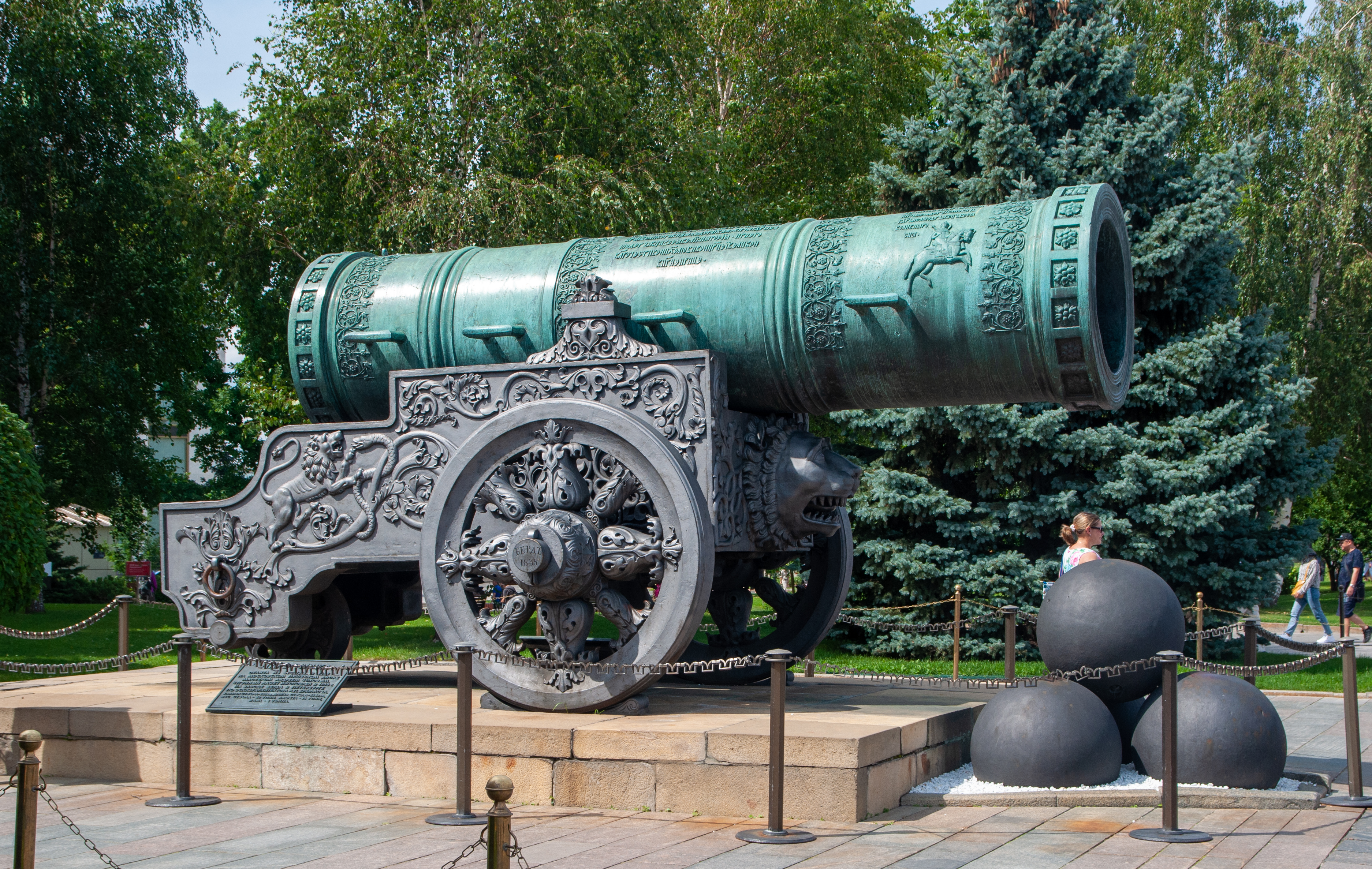
Tsarens kanon med dess gigantiska eldrör och kanonkulor.

Tsarkanonen (ryska: Царь-пушка, Tsar-pusjka) är en enorm kanon som står inne i Kreml i Moskva, i närheten av den lika kolossala Tsarklockan. Kanonen väger 39 ton och har en kaliber på 89 cm.
Kanonen beställdes av tsar Fjodor I år 1586. Kanonen har troligen bara provskjutits och aldrig använts i strid. 1835 fick kanonen en ny, rikt ornamenterad lavett och då placerades också de 1 ton tunga kanonkulorna vid kanonen. Dessa är dock större än kanonrörets kaliber, och för övrigt är kanonen inte tillverkad för att skjuta kulor utan 800 kilos druvhagel av sten.

## Galleri

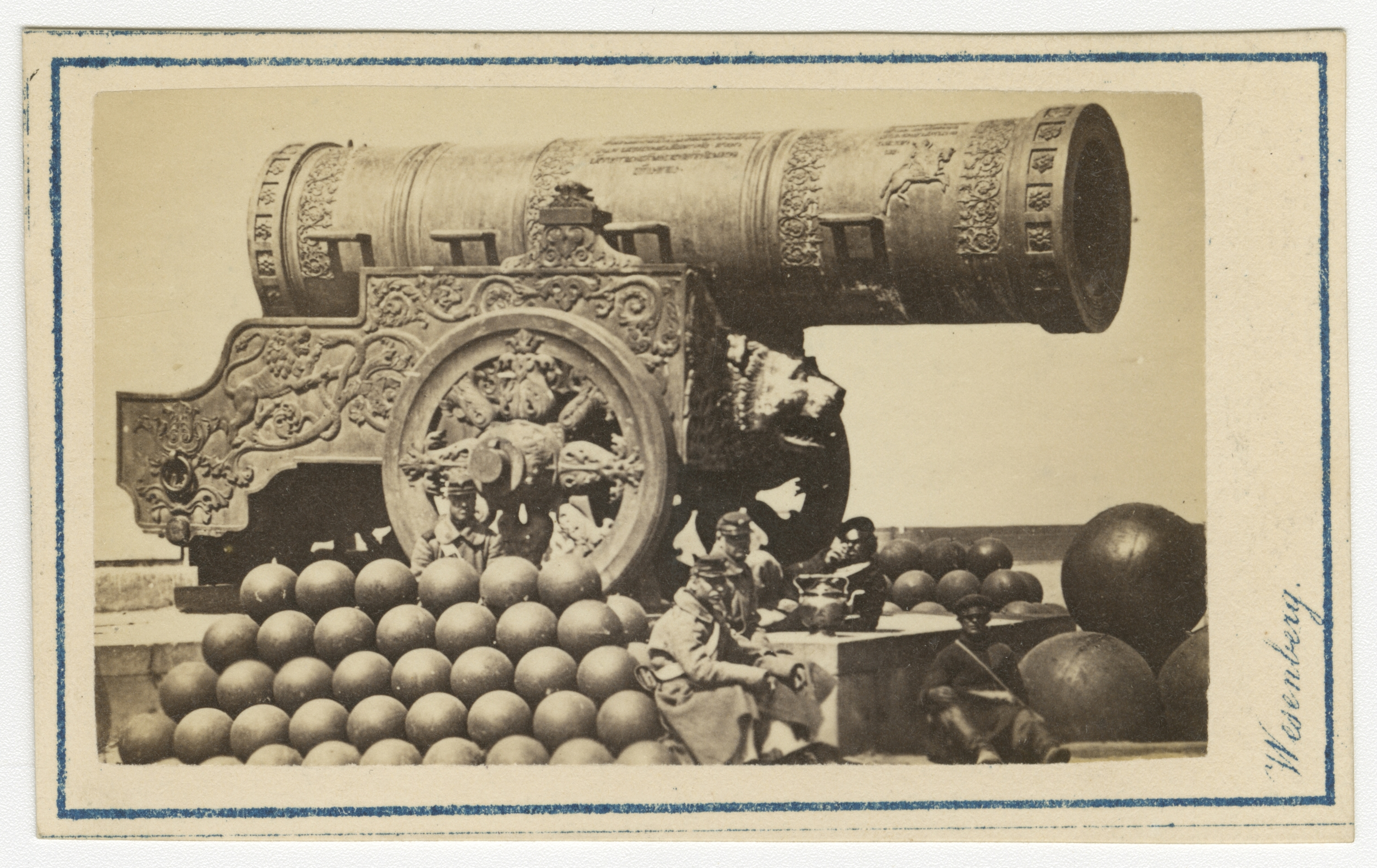
Tsarkanonen runt 1880.
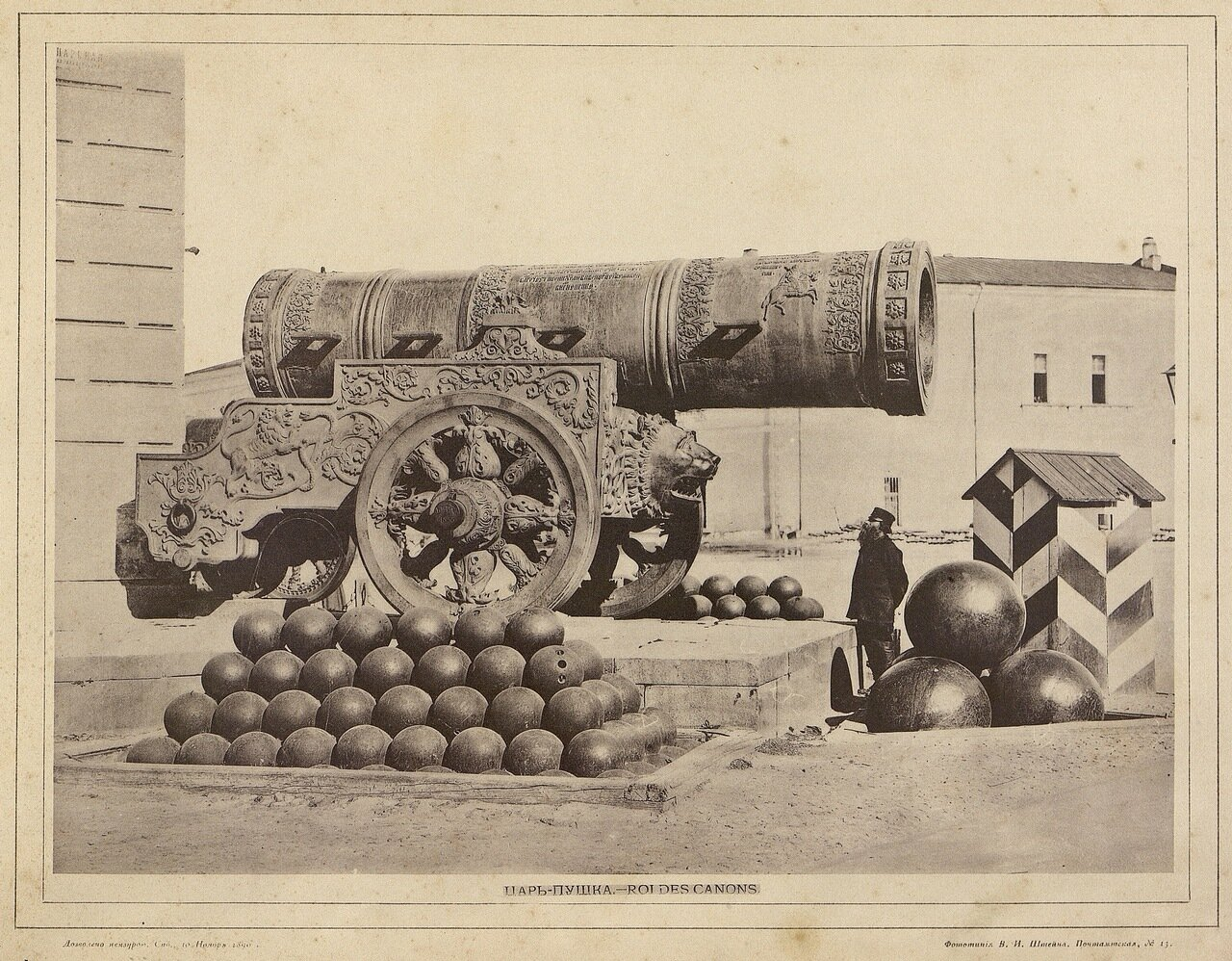
Tsarkanonen runt 1890.